# Toshiba TEC
Die Tōshiba TEC K.K. (jap. 東芝テック株式会社, Tōshiba tekku kabushiki kaisha; engl. Toshiba TEC Corp.) ist ein japanisches Elektronikunternehmen mit Sitz in Shinagawa, Tokio. Es gehört als Tochterunternehmen zu 52,5 % K.K. Tōshiba (Toshiba Corp.).
Das Unternehmen entstand 1950 als Ableger von Tōshiba als Tōkyō Denki Kigu K.K. (東京電気器具株式会社). 1994 fusionierte es mit TEC Denshi K.K. und hieß danach K.K. TEC. Seit 1999, als es die Kopiergeräteherstellung von Tōshiba übernahm, firmiert es als Tōshiba TEC K.K. (Toshiba TEC Corporation).
Zum Konzern gehören zwölf inländische und 62 internationale Tochterunternehmen.

## Tochterunternehmen in Deutschland
Das Tochterunternehmen in Deutschland, die Toshiba TEC Germany Imaging Systems GmbH, bietet Produkte im Bereich der Informationstechnologie und der Büroausrüstung an, dazu gehören Druck- und Kopiersysteme, Faxgeräte und Softwarelösungen für Dokumentenmanagement, Outputmanagement und zur Workflowautomatisierung. Für MFPs der e-BRIDGE Next Generation werden optische und funktionelle Anpassungen der Benutzerschnittstelle vorgenommen als auch kundenspezifische Anpassungen bei den Softwarelösungen.

### Unternehmensprofil
Toshiba TEC Germany Imaging Systems GmbH hat den europäischen Hauptsitz in Neuss, Deutschland, wo alle Geschäftsaktivitäten in Europa (Norwegen, Dänemark, Schweden, Finnland, England, Niederlande, Belgien, Deutschland, Österreich, Schweiz, Polen, Frankreich, Italien, Spanien) geleitet und koordiniert werden. Darüber hinaus ist Toshiba in 39 weiteren europäischen Ländern durch die Zusammenarbeit mit 28 Distributoren vertreten.
Insgesamt sind europaweit ca. 515.000 Toshiba Systeme im Einsatz, diese produzieren ca. 20 Milliarden Seiten pro Jahr. Das Netz der Toshiba TEC Fachhandelspartner in Deutschland umfasst etwa 180 Vertretungen. Ein europäisches Zentrallager ist für die Versorgung der autorisierten Toshiba-Vertriebspartner zuständig. Das Vertriebsnetz besteht aus fünf Niederlassungen mit insgesamt 17 Vertriebsbüros für den Direktvertrieb.

## Die Entstehungsgeschichte
Einer der beiden Gründer von Toshiba war Hisashige Tanaka der am 18. September 1799 als Sohn eines Kunsthandwerkers geboren. Bereits als Kind entwickelte sich sein Erfindergeist und er entwarf ausgefeilte Spielsachen. Hisashige arbeitete hart. Er studierte Mathematik und Astronomie und verwendete seine einzigartige Vorstellungskraft, um viele Dinge zu erfinden. Im Jahre 1875 gründete er das Unternehmen Tanaka Engineering Works (Tanaka Seizo-sho), das später in Shibaura Engineering Works (Shibaura Seisaku-sho) umbenannt wurde. Unter diesem Namen wurde das Unternehmen zu Japans größtem Hersteller für schwere elektronische Apparate, wie z. B. telegrafische Ausrüstung. 

Geschichte Toshiba TEC

Toshibas zweiter Gründungsvater war Ichisuke Fujioka. Er wurde 1857 als ältester Sohn eines Samurai geboren. Mit 18 Jahren nahm er ein Studium der Ingenieurwissenschaft auf. In seinen Studienjahren reiste er unter anderem in die USA und traf dort Thomas Edison. Kurz nach seiner Rückkehr setzte er sich das Ziel, Japans erste Glühbirnenmanufaktur zu eröffnen. Im Jahre 1890 wurde dann Japans erster Glühbirnenhersteller, die Firma Hakunetsu-sha & Co., Ltd. gegründet. Neun Jahre später wurde sie in Tokyo Electronic Company (Tokyo Denki) umbenannt und nahm von nun an auch Konsumgüter in ihr Sortiment auf.
Die Geschichte von Toshiba beginnt im Jahre 1939 mit der Fusion der Tokyo Electronic Company (Hakunetsu-sha) und der Shibaura Engineering Works Co. Ltd. (Tanaka Seisaku-sho). Das neue Unternehmen hieß Tokyo Shibaura Electric Co. Ltd., wurde aber unter dem Namenskürzel Toshiba bekannt. Aus diesem Firmenverbund schied 1950 die ursprüngliche Tokyo Electric Company wieder aus und firmierte als TEC Corporation. 
Im Jahre 1978 wurde der Konzern offiziell zur Toshiba Corporation umbenannt. Jedoch kam es im Jahre 1999 zum erneuten Zusammenschluss der Toshiba Corporation mit der TEC Corporation und so entstand eine Beteiligungsgesellschaft namens Toshiba TEC Corporation mit Hauptsitz in Tokio.

## Produkte
Im Jahr 1973 stellte Toshiba seinen ersten analogen Kopierer vor. Die aktuelle Produktpalette umfasst netzwerkfähige Schwarzweiß und Farbsysteme in Geschwindigkeiten von 16–85 Seiten/Minute in S/W und 11–65 Seiten/Minute in Farbe. Die Modelle der e-STUDIO Serie (ab 23 Seiten/Minute) sind mit der Toshiba eigenen e-BRIDGE Technologie ausgestattet.